# Mechanizm transmisyjny polityki monetarnej

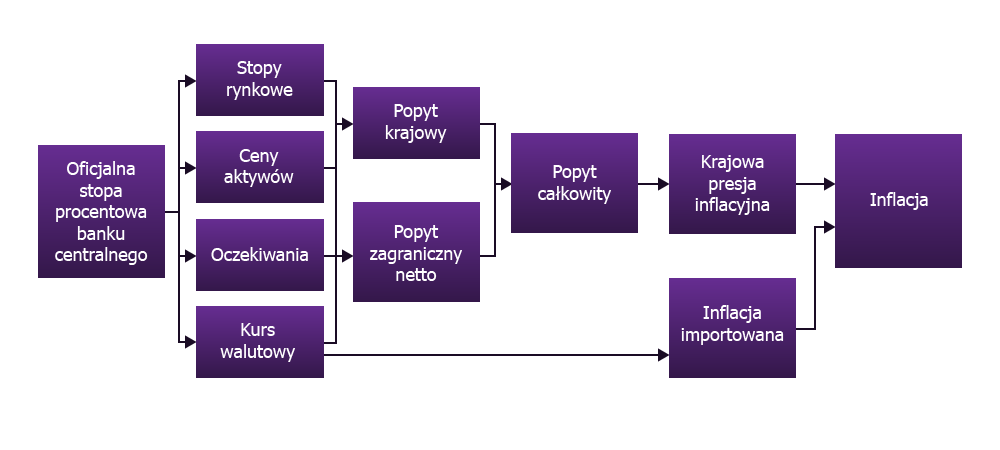
Mechanizm transmisyjny polityki monetarnej

Mechanizm transmisyjny polityki monetarnej – model wyjaśniający sposób przenoszenia zmian w polityce monetarnej państwa na produkcję, poziom dochodu i zatrudnienie w gospodarce. Wyróżnia się dwa podstawowe rodzaje mechanizmu: monetarystyczny pieniężny i keynesowski procentowy.